# Составной транзистор

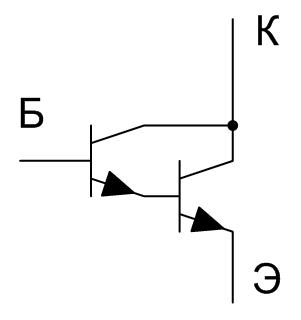
Пара Дарлингтона, составленная из транзисторов типа n-p-n

Составно́й транзи́стор — электрическое соединение двух (или более) биполярных транзисторов, полевых транзисторов или IGBT-транзисторов с целью улучшения их электрических характеристик. К этим схемам относят так называемую пару Дарлингтона, пару Шиклаи, каскодную схему включения транзисторов, схему так называемого токового зеркала и др.

## Пара Дарлингтона

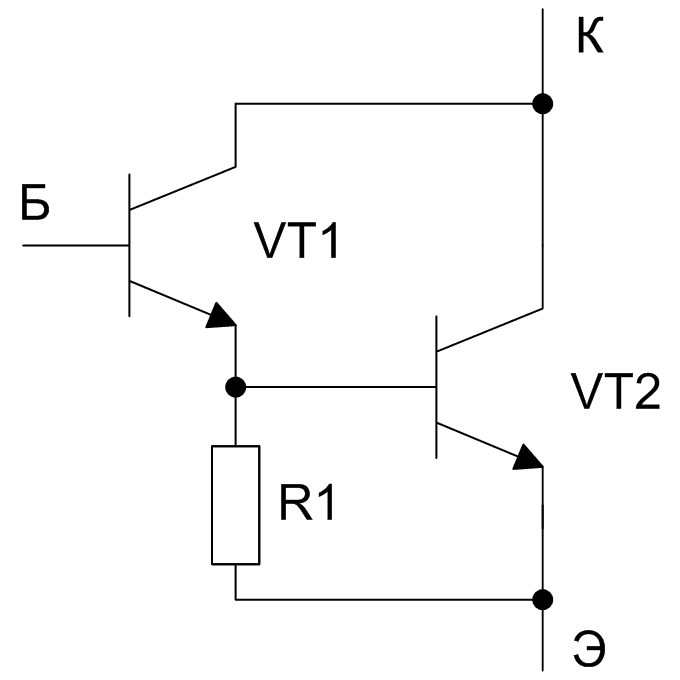
Пара Дарлингтона с резистором, который используется в качестве нагрузки транзистора VT1

Составной транзистор (или схема) Дарлингтона (часто — пара Дарлингтона) была предложена в 1953 году инженером Bell Laboratories Сидни Дарлингтоном (англ. Sidney Darlington). Схема является каскадным соединением двух (редко — трёх или более) биполярных транзисторов, включённых таким образом, что нагрузкой в эмиттерной цепи предыдущего каскада является переход база — эмиттер транзистора последующего каскада (то есть эмиттер предыдущего транзистора соединяется с базой последующего), при этом коллекторы транзисторов соединены. В этой схеме ток эмиттера предыдущего транзистора является базовым током последующего транзистора.
Коэффициент усиления по току пары Дарлингтона очень высок и приблизительно равен произведению коэффициентов усиления по току транзисторов, составляющих такую пару. У мощных транзисторов, включенных по схеме пары Дарлингтона, конструктивно выпускаемой в одном корпусе (например, транзистор КТ825), гарантированный коэффициент усиления по току при нормальных условиях эксплуатации не менее 750.
У пар Дарлингтона, собранных на маломощных транзисторах, этот коэффициент может достигать 50 000.
Высокий коэффициент усиления по току обеспечивает управление малым током, поданным на управляющий вход составного транзистора, выходными токами, превышающими входной на несколько порядков.
Достигнуть повышения коэффициента усиления по току можно также уменьшив толщину базы при изготовлении транзистора, такие транзисторы выпускаются промышленностью и называются «супербета транзистор», но процесс их изготовления представляет определённые технологические трудности и такие транзисторы имеют очень низкие коллекторные рабочие напряжения, не превышающие нескольких вольт. Примерами супербета транзисторов могут служить серии одиночных транзисторов КТ3102, КТ3107. Однако и такие транзисторы иногда объединяют в схеме Дарлингтона. Поэтому в относительно сильноточных и высоковольтных схемах, где требуется снизить управляющий ток, используются пары Дарлингтона или пары Шиклаи.
Иногда и схему Дарлингтона некорректно называют «супербета транзистор».
Составные транзисторы Дарлингтона используются в сильноточных схемах, например, в схемах линейных стабилизаторов напряжения, выходных каскадах усилителей мощности) и во входных каскадах усилителей, если необходимо обеспечить большой входной импеданс и малые входные токи.
Составной транзистор имеет три электрических вывода, которые эквивалентны выводам базы, эмиттера и коллектора обычного одиночного транзистора. Иногда в схеме для ускорения закрывания выходного транзистора и снижения влияния начального тока входного транзистора используется резистивная нагрузка эмиттера входного транзистора как показано на рисунке.
Пару Дарлингтона электрически в целом рассматривают как один транзистор, коэффициент усиления по току которого при работе транзисторов в линейном режиме приблизительно равен произведению коэффициентов усиления всех транзисторов, например, двух:
{\displaystyle \beta _{D}\approx \beta _{1}\cdot \beta _{2},}
где {\displaystyle \beta _{D}} — коэффициент усиления по току пары Дарлингтона, {\displaystyle \beta _{1},} {\displaystyle \beta _{2}} — коэффициенты усиления по току транзисторов пары.
Покажем, что составной транзистор действительно имеет коэффициент {\displaystyle \beta }, значительно больший, чем у его обоих транзисторов. Анализ проведён для схемы без эмиттерного резистора {\displaystyle R_{1}} (см. рисунок).
Ток эмиттера {\displaystyle I_{\text{E}}} любого транзистора через базовый ток {\displaystyle I_{\text{B}},} статический коэффициент передачи тока базы {\displaystyle \beta } и из 1-го правила Кирхгофа выражается формулой
{\displaystyle I_{\text{E}}=I_{\text{B}}+I_{\text{C}}=I_{\text{B}}+I_{\text{B}}\cdot \beta =I_{\text{B}}\cdot (1+\beta ),}
где {\displaystyle I_{\text{C}}} — ток коллектора.
Так как ток эмиттера второго транзистора {\displaystyle I_{\text{E2}}}, опять же из 1-го правила Кирхгофа равен
{\displaystyle I_{\text{E2}}=I_{\text{B1}}+I_{\text{C1}}+I_{\text{C2}},}
где {\displaystyle I_{\text{B1}}} — базовый ток 1-го транзистора, {\displaystyle I_{\text{C1}},} {\displaystyle I_{\text{C2}}} — коллекторные токи транзисторов.
Имеем:
{\displaystyle \beta _{D}=\beta _{1}+\beta _{2}+\beta _{1}\cdot \beta _{2},}
где {\displaystyle \beta _{1},} {\displaystyle \beta _{2},} — статические коэффициенты передачи тока базы на коллектор транзисторов 1 и 2.
Так как у транзисторов {\displaystyle \beta \gg 1,} то {\displaystyle \beta _{D}\approx \beta _{1}\cdot \beta _{2}.}
Коэффициенты {\displaystyle \beta _{1}} и {\displaystyle \beta _{2}} различаются даже в случае применения пары совершенно одинаковых по всем параметрам транзисторов, поскольку ток эмиттера {\displaystyle I_{\text{E2}}} в {\displaystyle 1+\beta _{2}} раз больше тока эмиттера {\displaystyle I_{\text{E1}}} (это вытекает из очевидного равенства {\displaystyle I_{\text{B2}}=I_{\text{E1}},} а статический коэффициент передачи тока транзистора заметно зависит от тока коллектора и может различаться во много раз при разных токах).

## Пара Шиклаи

Каскад Шиклаи, эквивалентный n-p-n транзистору

Паре Дарлингтона подобно соединение транзисторов по схеме Шиклаи (англ. Sziklai pair), названное так в честь его изобретателя Джорджа К. Шиклаи (такая транслитерация фамилии закрепилась по ошибке — по правилам венгерского языка фамилия произносится, как Си́клаи), также иногда называемое комплементарным транзистором Дарлингтона. В отличие от схемы Дарлингтона, состоящей из двух транзисторов одного типа проводимости, схема Шиклаи содержит транзисторы разного типа проводимости (p-n-p и n-p-n).
Приведённая на рисунке пара Шиклаи электрически эквивалентна n-p-n-транзистору с большим коэффициентом усиления. Входное напряжение — это напряжение между базой и эмиттером транзистора Q1, так что напряжение насыщения база-эмиттер составного транзистора соответствует напряжению насыщения база-эмиттер входного транзистора Q1. Между базой и эмиттером транзистора Q2 обычно включают резистор с небольшим сопротивлением. Такая схема применяется, например, в различных вариантах усилителя Лина, в выходном каскаде которых установлены транзисторы одинаковой проводимости.

## Каскодная схема

Каскодный усилитель на биполярных n-p-n транзисторах

Составной транзистор, выполненный по так называемой каскодной схеме, характеризуется тем, что транзистор T1 включён по схеме с общим эмиттером, а транзистор T2 — по схеме с общей базой. Такой составной транзистор эквивалентен одиночному транзистору, включённому по схеме с общим эмиттером, но при этом он имеет гораздо лучшие частотные свойства, высокое выходное сопротивление и больший линейный диапазон, то есть меньше искажает передаваемый сигнал. Так как потенциал коллектора входного транзистора практически не изменяется, это существенно подавляет нежелательное влияние эффекта Миллера и расширяет рабочий диапазон по частоте.

## Достоинства и недостатки составных транзисторов
Высокие значения коэффициента усиления в составных транзисторах реализуются только в статическом режиме, поэтому составные транзисторы нашли широкое применение во входных каскадах операционных усилителей. В схемах на высоких частотах составные транзисторы уже не имеют таких преимуществ — граничная частота усиления по току и быстродействие составных транзисторов меньше, чем эти же параметры для каждого из транзисторов VT1 и VT2.

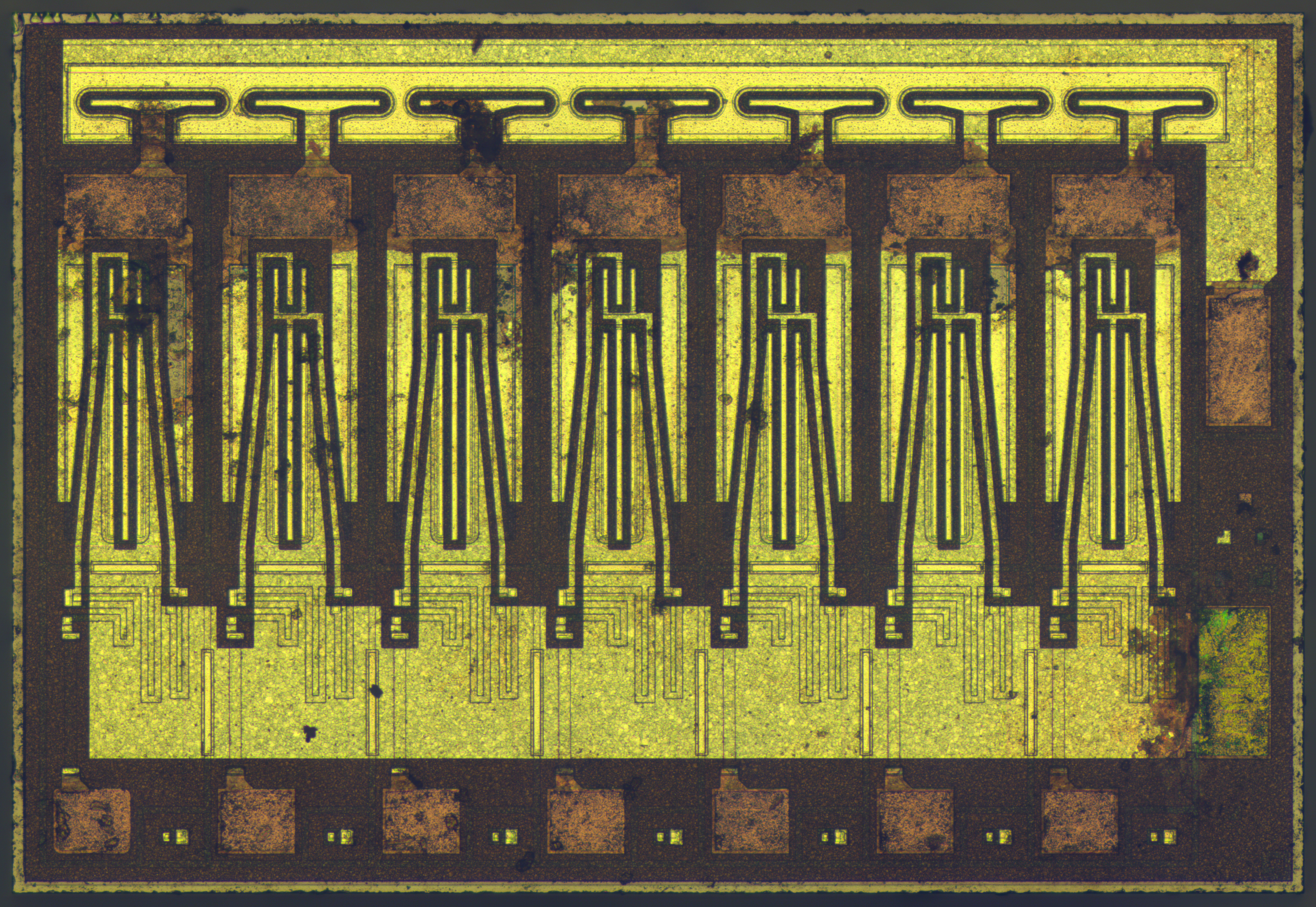
Пример сборки Дарлингтона — структура микросхемы ULN2003, состоит из 7 сборок. Выходы можно соединять в параллель, чтобы ещё повысить ток.

Достоинства составных пар Дарлингтона и Шиклаи:
- Высокий коэффициент усиления по току.
- Схема Дарлингтона изготавливается в составе интегральных схем и при одинаковом токе площадь занимаемая парой на поверхности кристалла кремния меньше, чем у одиночного биполярного транзистора.
- Применяются при относительно высоких напряжениях.

Недостатки составного транзистора:
- Низкое быстродействие, особенно в ключевом режиме при переходе из открытого состояния в закрытое. Поэтому составные транзисторы используются преимущественно в низкочастотных ключевых и усилительных схемах, работающих в линейном режиме. На высоких частотах их частотные параметры хуже, чем у одиночного транзистора.
- Прямое падение напряжения Uбэ составного транзистора в схеме Дарлингтона почти в два раза больше[6], чем у одиночного транзистора, и для кремниевых транзисторов находится в пределах 0,6 — 1,4 В, так как равна сумме падений напряжения на прямосмещённых p-n переходах двух транзисторов.
- Большое напряжение насыщения коллектор-эмиттер, для кремниевого транзистора около 0,9 В (по сравнению с 0,2 В у обычных транзисторов) для маломощных транзисторов и около 2 В для транзисторов большой мощности, так как не может быть меньше чем падение напряжения на прямосмещённом p-n переходе плюс падение напряжения на насыщенном входном транзисторе.

Применение нагрузочного резистора R1 позволяет улучшить некоторые характеристики составного транзистора. Величина резистора выбирается с таким расчётом, чтобы ток коллектор-эмиттер транзистора VT1 в закрытом состоянии (начальный ток коллектора) создавал на резисторе падение напряжения, недостаточное для открытия транзистора VT2. Таким образом, ток утечки транзистора VT1 не усиливается транзистором VT2, тем самым уменьшается общий ток коллектор-эмиттер составного транзистора в закрытом состоянии. Кроме того, применение резистора R1 способствует увеличению быстродействия составного транзистора за счёт форсирования закрытия транзистора, так как неосновные носители, накопленные в базе VT2 при его запирании из режима насыщения не только рассасываются, но и стекают через этот резистор. Обычно сопротивление R1 выбирают величиной сотни ом в мощном транзисторе Дарлингтона и несколько килоом в маломощном транзисторе Дарлингтона. Примером схемы Дарлингтона, выполненной в одном корпусе со встроенным эмиттерным резистором, служит мощный n-p-n-транзистор Дарлингтона типа КТ827, его типовой коэффициент усиления по току около 1000 при коллекторном токе 10 А.